# Tipo 5 Chi-Ri
El Tipo 5 Chi-Ri (五式中戦車 チリ Go-shiki chusensha Chi-ri?) fue el penúltimo tanque medio desarrollado por el Ejército Imperial Japonés durante la Segunda Guerra Mundial. Iba a ser una versión más pesada y potente del sofisticado tanque medio japonés Tipo 4 Chi-To, siendo diseñado para superar a los tanques medios estadounidenses M4 Sherman que estaban siendo desplegados por las fuerzas Aliadas. Su único prototipo aún estaba en construcción cuando la guerra terminó.  

## Historia y desarrollo
Un solo prototipo sin armamento del Tipo 5 Chi-Ri estaba listo para mayo de 1945. El proyecto fue abruptamente abandonado para liberar mano de obra y recursos vitales a fin de concentrarlos en el desarrollo y la producción del más práctico tanque medio Tipo 4 Chi-To. Al igual que muchos proyectos de armas novedosas iniciados por Japón en los últimos días de la Segunda Guerra Mundial, la producción no pasó de la etapa de prototipo debido a la escasez de materiales y la pérdida de la infraestructura industrial japonesa por los bombardeos estadounidenses.

## Diseño

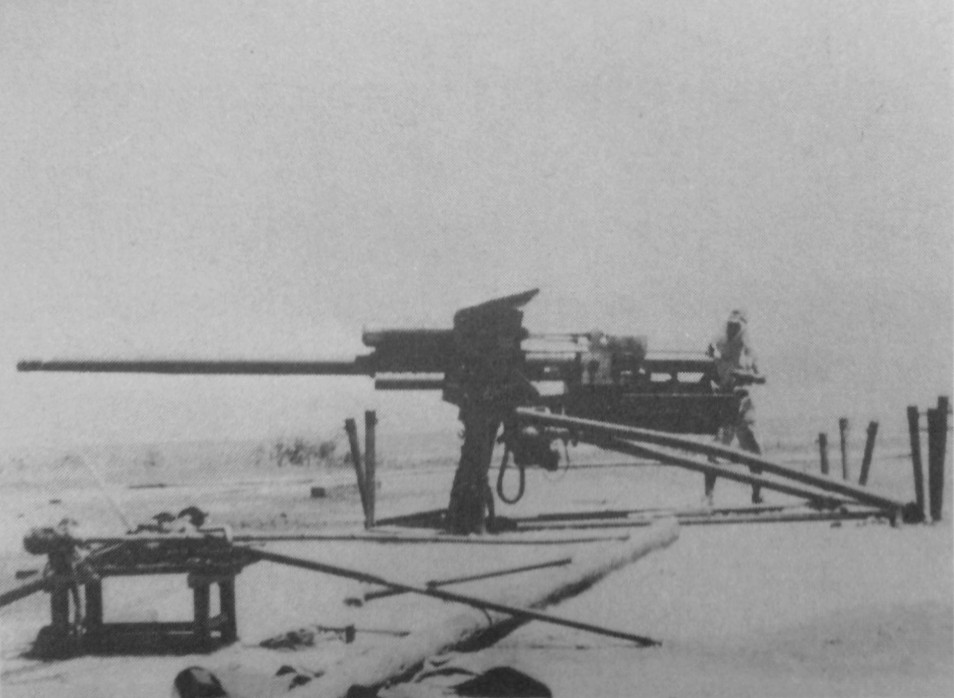
Cañón de tanque Tipo 5 75 mm Modelo I (con cargador semiautomático).

El Tipo 5 Chi-Ri tenía una versión alargada del chasis del Tipo 4 Chi-To, con ocho ruedas de rodaje a cada lado en lugar de las siete del Chi-To. La disposición de sus orugas era la habitual en Japón, con las ruedas impulsoras adelante y las ruedas tensoras atrás. El blindaje del Tipo 5 Chi-Ri era inclinado y estaba soldado, con un espesor de 75 mm en el glacis del casco, 25-50 mm a los lados; 50 mm atrás y 50 mm en la torreta.
Inicialmente, el Tipo 5 Chi-Ri iba a ser propulsado por un motor Diésel Mitsubishi, pero las mejoras necesarias para ofrecer la potencia indicada no estuvieron listas a tiempo y en su lugar se eligió un motor de avión con 12 cilindros en V, a gasolina y de 800 HP de potencia, diseñado en Alemania por la BMW y producido bajo licencia en Japón por Industrias Pesadas Kawasaki. Al "motor Kawasaki Tipo 98 Ha-9-IIb" se le redujo la potencia a 550 HP para instalarlo en el tanque.
Originalmente, el prototipo iba a ser armado con el mismo Cañón de tanque Tipo 5 75 mm (basado en el Cañón antiaéreo Tipo 4 75 mm) empleado en el Tipo 4 Chi-To. Sin embargo, eventualmente se planeó instalar en la torreta un cañón de 88 mm (basado en el Cañón antiaéreo Tipo 99 88 mm); un arma secundaria montada en el glacis del casco era un Cañón antitanque Tipo 1 37 mm, que ocupaba la posición habitual de una ametralladora. Había un afuste hemisférico para una ametralladora ligera Tipo 97 en el lado izquierdo de la torreta, para su empleo en combate a corta distancia. Según otra fuente, el diseño iba a estar armado con dos ametralladoras ligeras Tipo 97.

## Servicio
Al igual que los tanques medios Tipo 4 Chi-To, los Tipo 5 Chi-Ri fueron destinados a la defensa final del archipiélago japonés contra las esperadas invasiones Aliadas. Los estrategas del Ejército planearon grandes divisiones blindadas equipadas con los tanques medios Tipo 5 que empujarían a los invasores de vuelta al mar, pero la guerra terminó antes que el primer prototipo estuviese listo.
El único prototipo del Tipo 5 Chi-Ri fue capturado por soldados estadounidenses durante la Ocupación de Japón, pero se desconoce su destino. Una teoría es que se hundió en el Océano Pacífico cuando el carguero que lo transportaba al Terreno de Pruebas de Aberdeen zozobró en un tifón; otra teoría es que fue desmantelado para reutilizar el acero de su blindaje durante la guerra de Corea.[cita requerida]

## Variantes

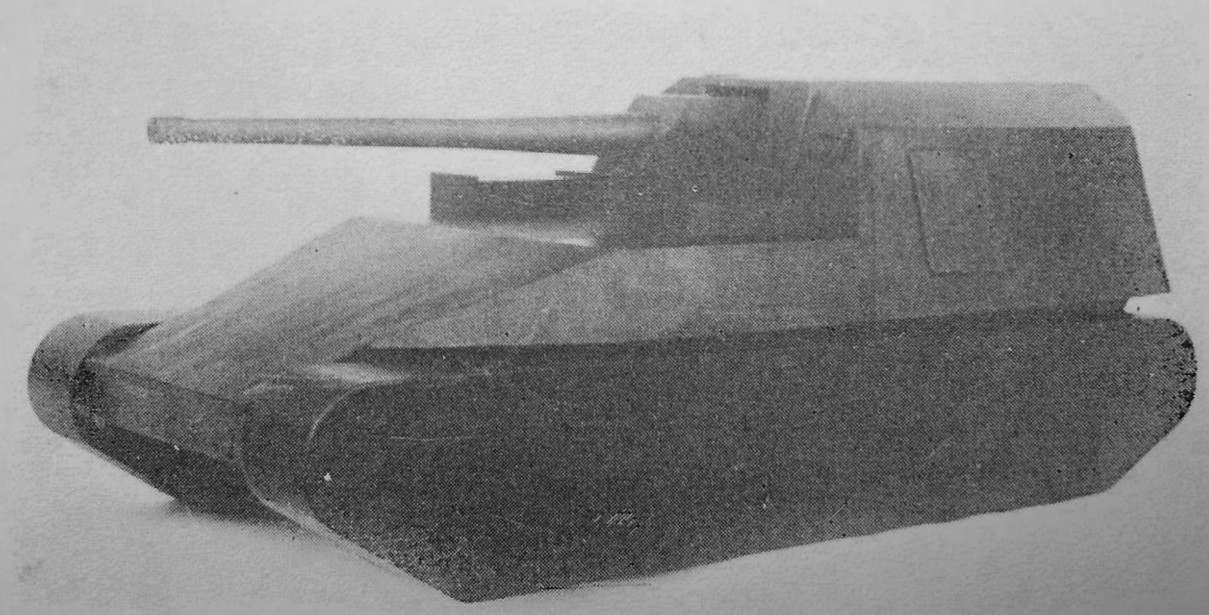
Modelo a escala del prototipo del cazatanques Ho-Ri.

- Cazatanques Ho-Ri

El Ho-Ri era una versión cazatanques del Tipo 5 Chi-Ri más poderosa, empleando un cañón de 105 mm en lugar del cañón original de 75 mm. Este diseño fue posiblemenre inspirado del cazatanques pesado alemán Elefant. No se construyó ningún prototipo.